# Mathieu Kérékou
Ahmed Mathieu Kérékou (2. rujna 1933. – 14. listopada 2015.), bio je beninski političar i predsjednik.
Vrlo rano se priključio vojsci gdje je došao do čina bojnika. 1972. godine izveo je vojni udar i došao na vlast. Počeo je provoditi politiku nacionalizacije banaka i industrije nafte. Bio je diktator i pristaša marksizma-lenjinizma. Za njegova prvog obnašanja vlasti, ljudi sa sjevera zemlje postali su dominantni u politici i ostalim područjima života, a sam je postao diktator. Srušen je s vlasti 1991. godine, no vratio se 1996. godine gdje je bio sve do 2006. godine. 
Zbog dobne granice (70 godina) nije se mogao kandidirati za treći mandat predsjednika Benina.